# Cryptocarya griffithiana
Cryptocarya griffithiana là loài thực vật có hoa trong họ Nguyệt quế. Loài này được Wight miêu tả khoa học đầu tiên năm 1852.